# Blevice
Blevice è un comune della Repubblica Ceca facente parte del distretto di Kladno, in Boemia Centrale.

## Monumenti e luoghi d'interesse
- Cimitero ebraico di Blevice